# Список дипломатичних місій Естонії

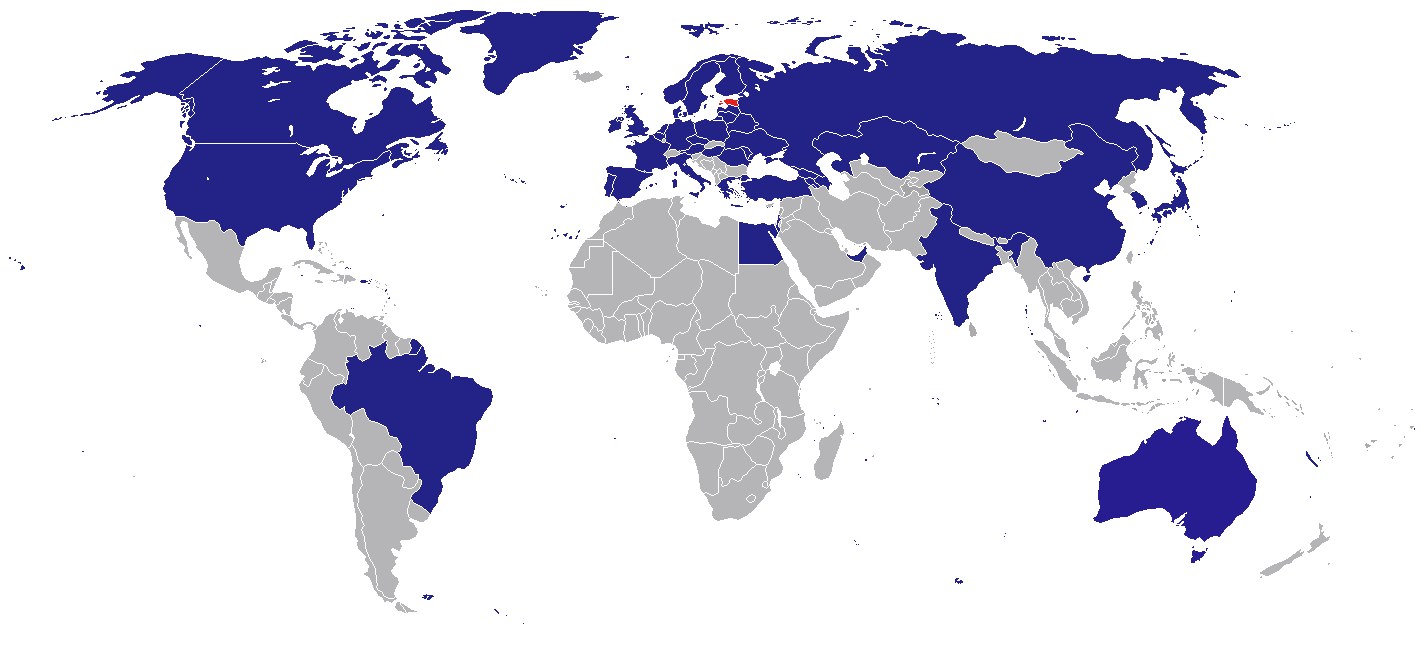
Список дипломатичних місій Естонії

Список дипломатичних місій Естонії — перелік дипломатичних місій (посольств) і генеральних консульств Естонії в країнах світу.

## Африка

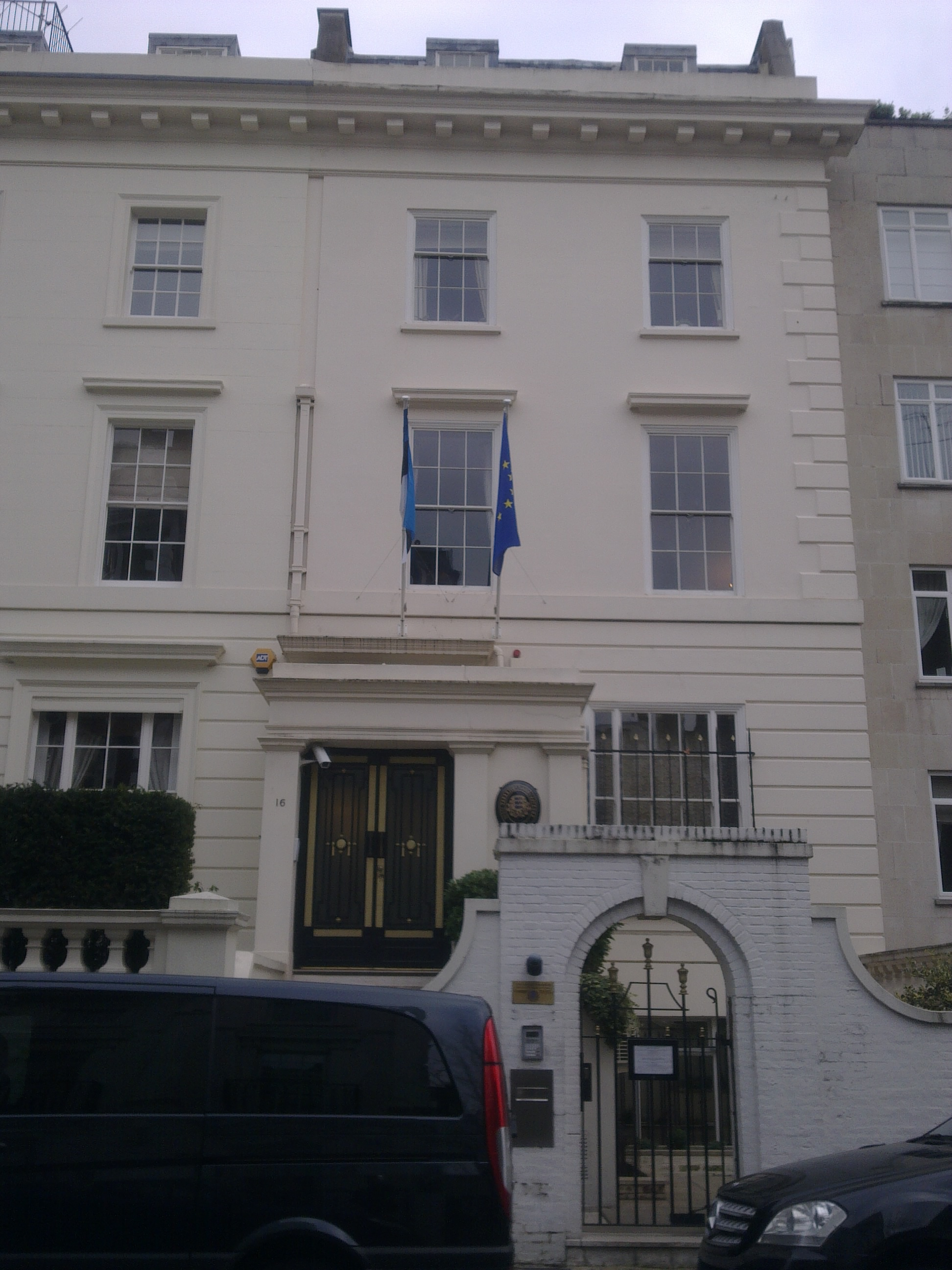
Амбасада Естонії, Лондон

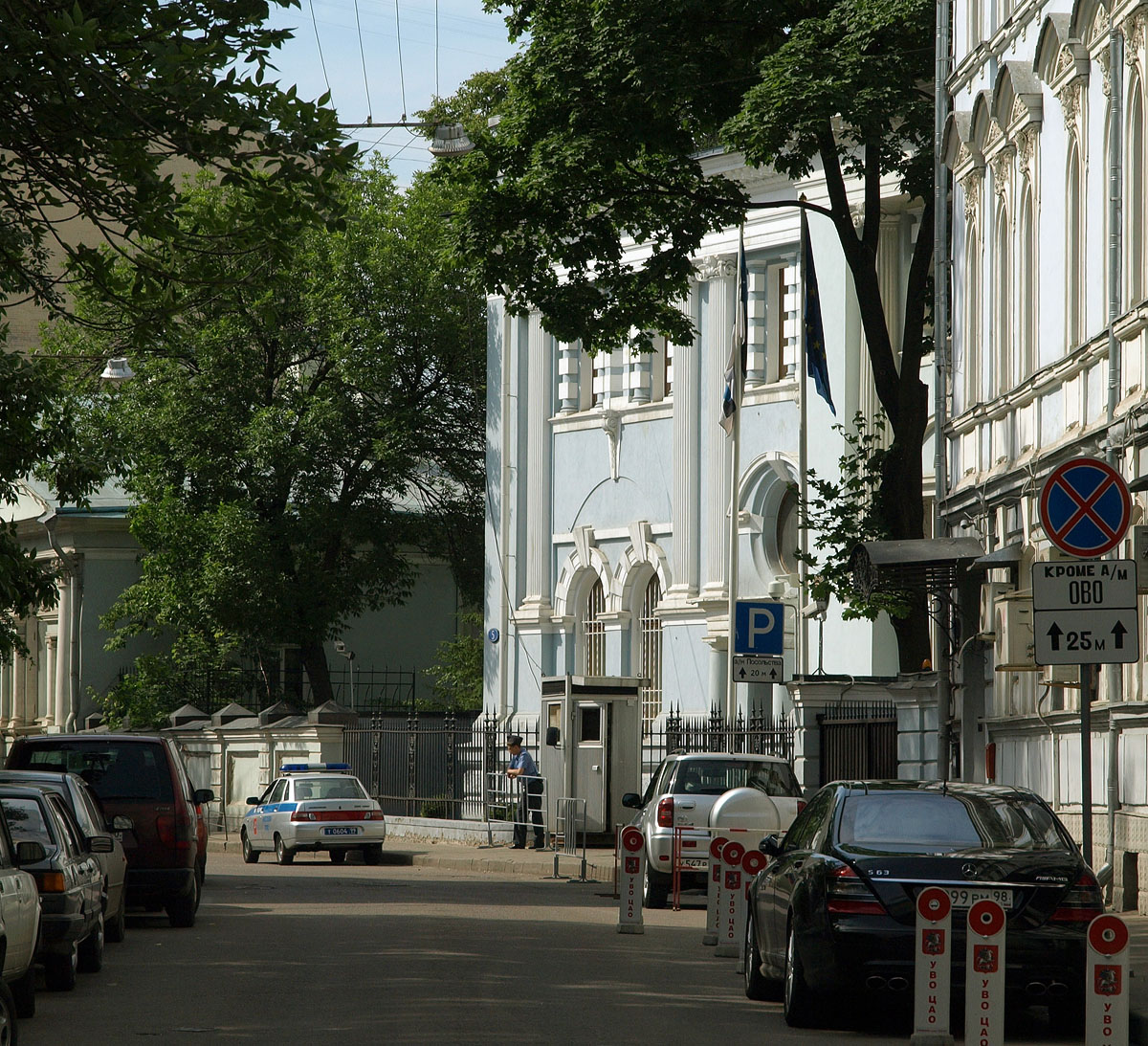
Амбасада Естонії, Москва

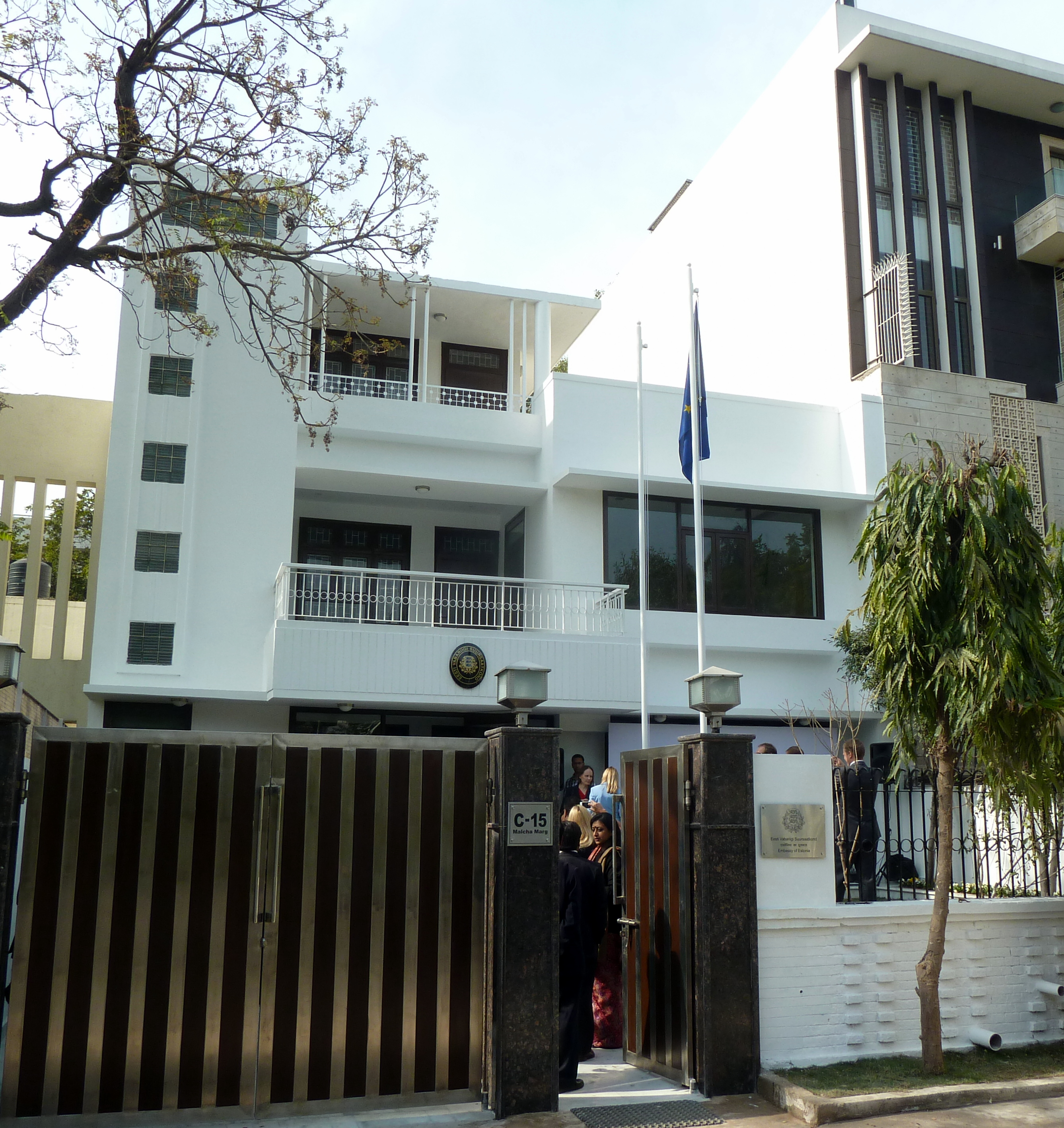
Амбасада Естонії, Делі

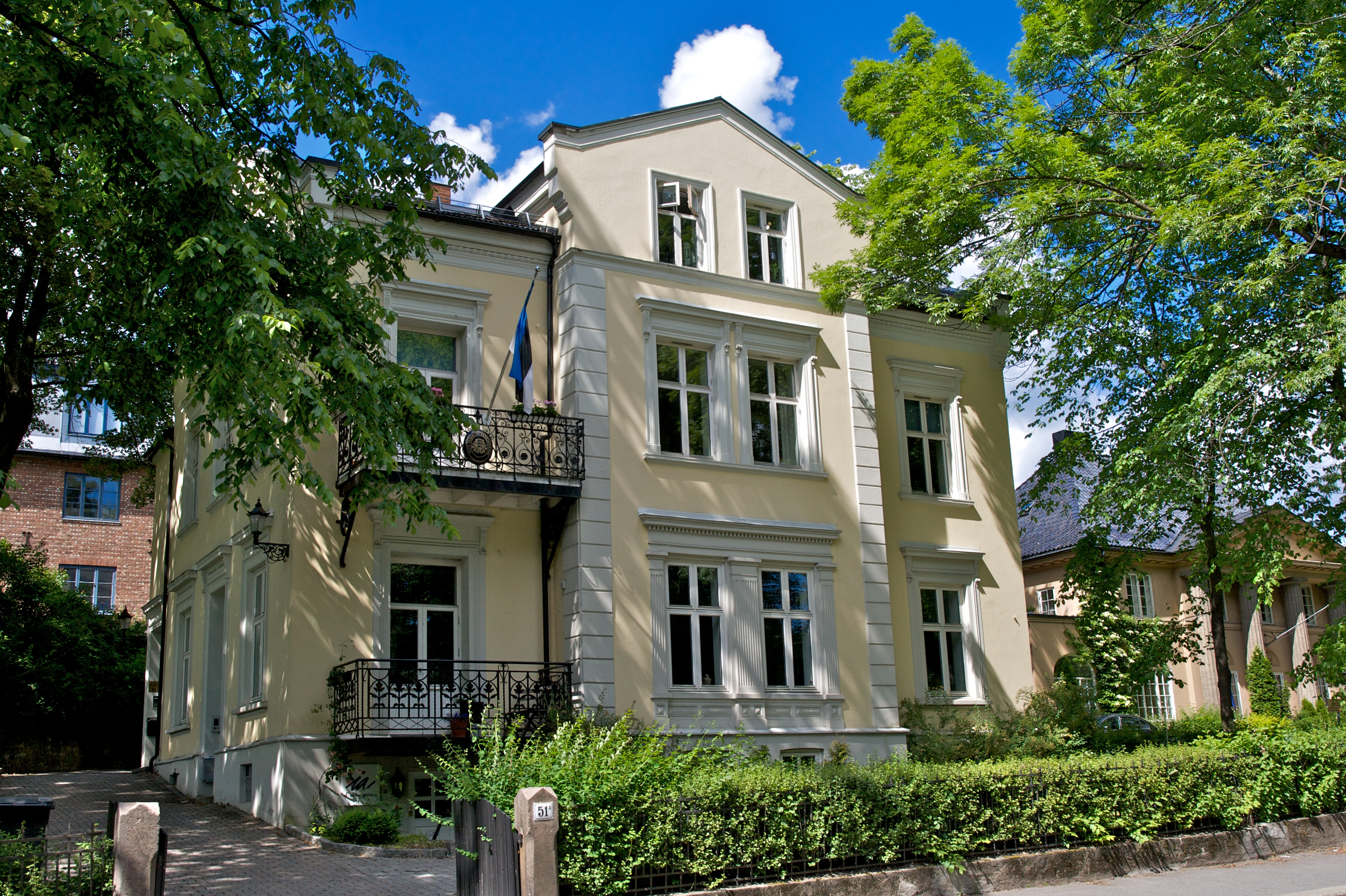
Амбасада Естонії, Осло

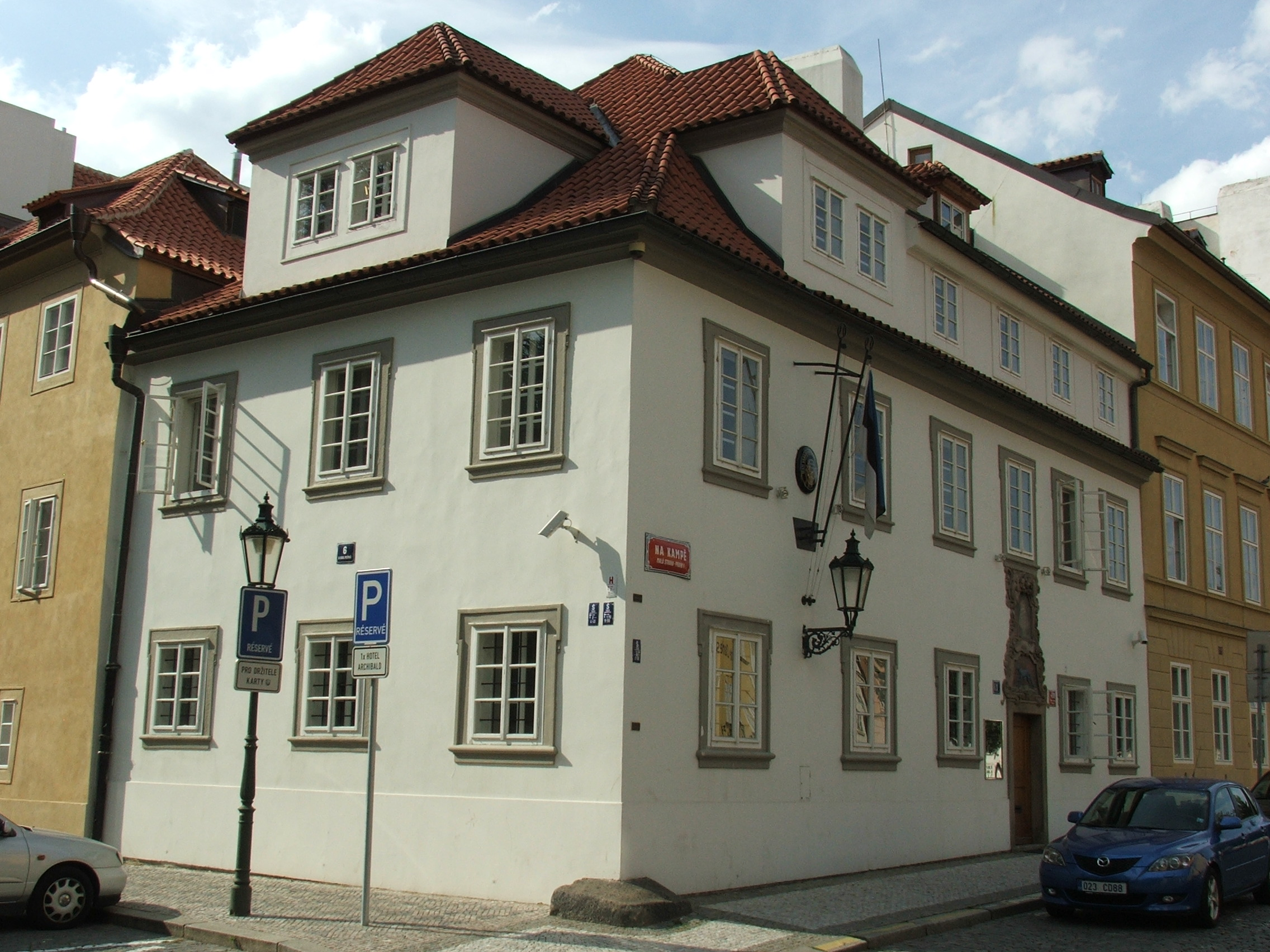
Амбасада Естонії, Прага

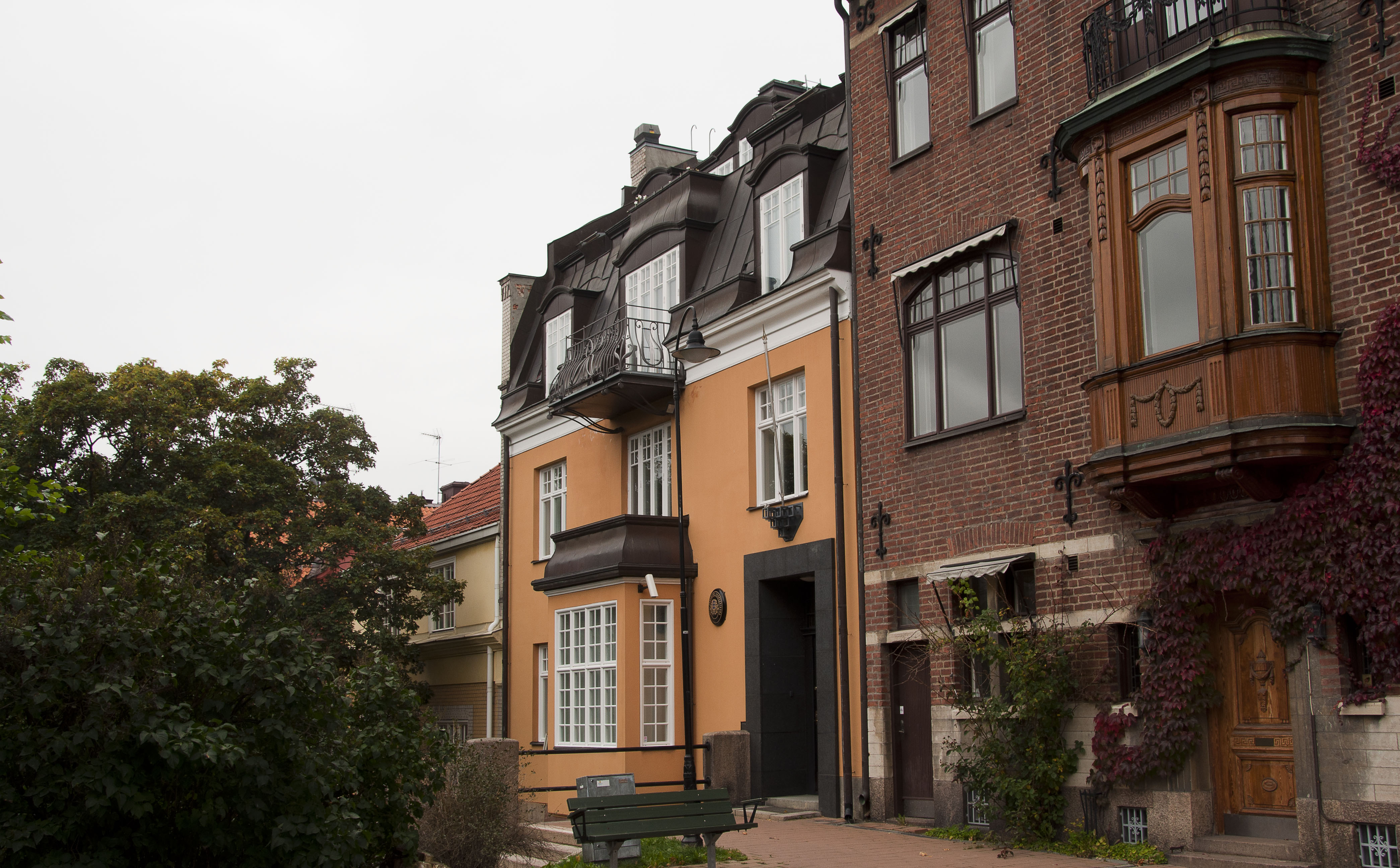
Амбасада Естонії, Швеція

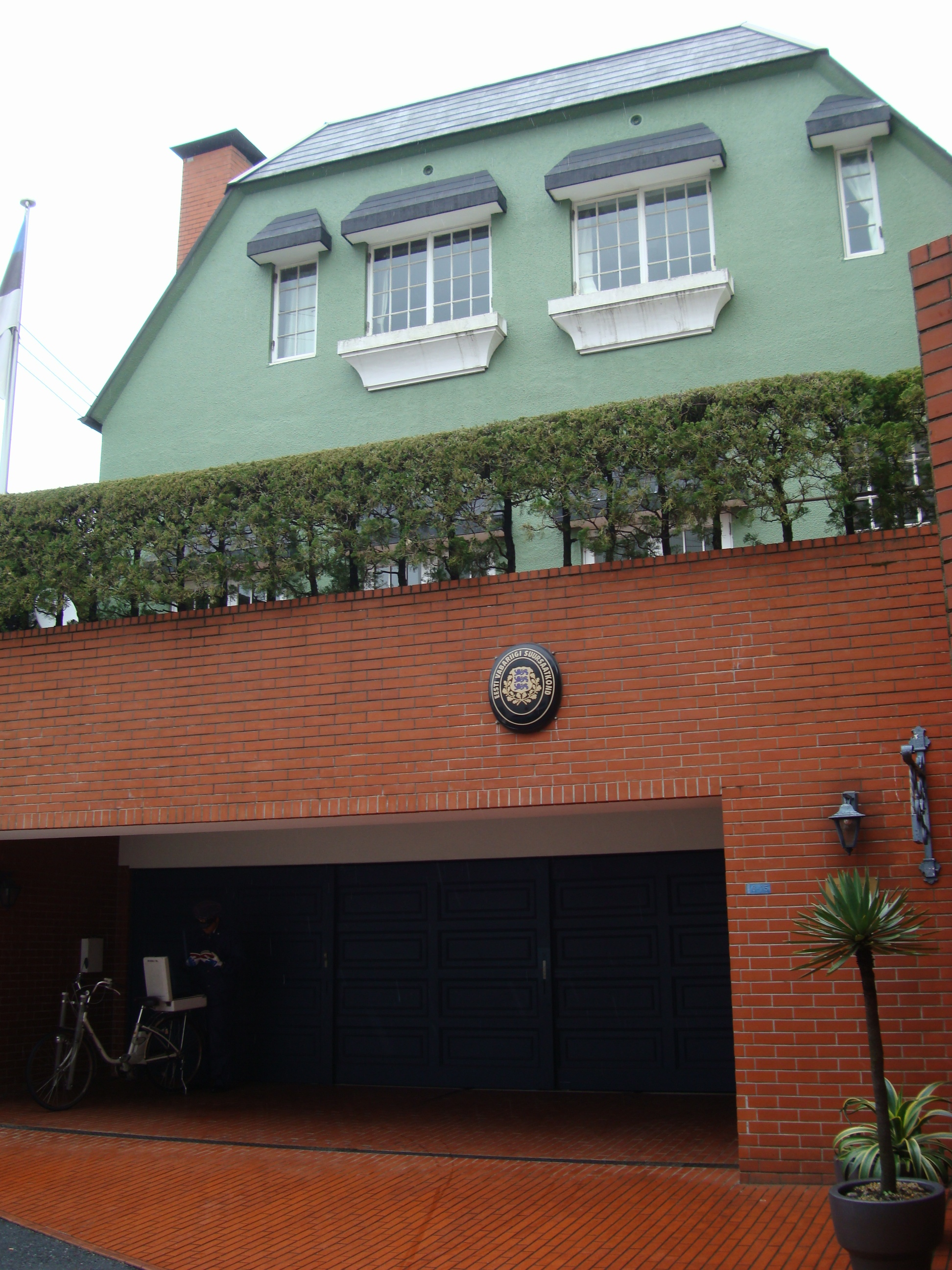
Амбасада Естонії, Токіо

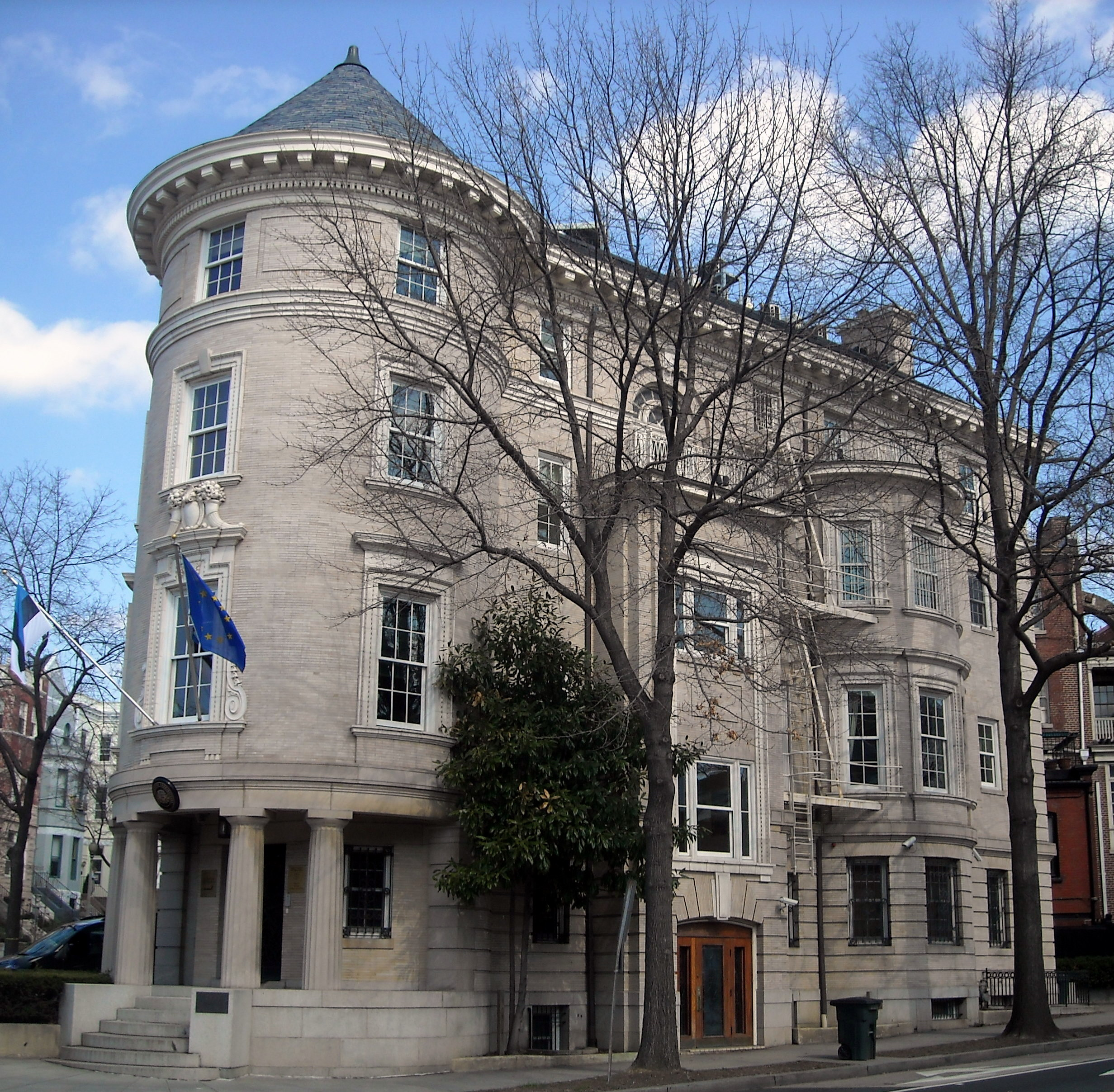
Амбасада Естонії, Вашингтон

- Єгипет
  - Каїр (посольство)

## Америка
- Бразилія
  - Бразиліа (посольство)
- Канада
  - Оттава (посольство)
- США
  - Вашингтон (посольство)
  -  Нью-Йорк (генеральне консульство)

## Азія
- Азербайджан
  - Баку (посольство)
- КНР
  - Пекін (посольство)
  - Шанхай (генеральне консульство)
- Грузія
  - Тбілісі (посольство)
- Індія
  - Нью-Делі (посольство)
- Ізраїль
  - Тель-Авів (посольство)
- Японія
  - Токіо (посольство)
- Казахстан
  - Астана (посольство)
- Туреччина
  - Анкара (посольство)

## Європа
- Австрія
  - Відень (посольство)
- Білорусь
  - Мінськ (посольство)
- Бельгія
  - Брюссель (посольство)
- Чехія
  - Прага (посольство)
- Данія
  - Копенгаген (посольство)
- Фінляндія
  - Гельсінкі (посольство)
- Франція
  - Париж (посольство)
- Німеччина
  - Берлін (посольство)
- Греція
  - Афіни (посольство)
- Ірландія
  - Дублін (посольство)
- Італія
  - Рим (посольство)
- Латвія
  - Рига (посольство)
- Литва
  - Вільнюс (посольство)
- Нідерланди
  - Гаага (посольство)
- Норвегія
  - Осло (посольство)
- Польща
  - Варшава (посольство)
- Португалія
  - Лісабон (посольство)
- Румунія
  - Бухарест (посольство)
- Росія
  - Москва (посольство)
  - Псков (генеральне консульство)
  - Санкт-Петербург (генеральне консульство)
- Іспанія
  - Мадрид (посольство)
- Швеція
  - Стокгольм (посольство)
- Україна
  - Київ (посольство)
  - Одеса(генеральне консульство)
- Велика Британія
  - Лондон ( Посольство)

## Океанія
- Австралія
  - Канберра (посольство)

## Багатосторонні організації
- Брюссель
  - Постійне представництво в НАТО
  - Постійне представництво в ЄС
- Женева
  - Постійне представництво в ООН
- Нью-Йорк
  - Постійне представництво в ООН
- Париж
  - Постійне представництво в ЮНЕСКО
  - Постійне, Організація економічного співробітництва і розвитку
- Рим
  - Постійне представництво, Продовольча і сільськогосподарська організація
- Страсбург
  - Постійне представництво, Рада Європи
- Гаага
  - Постійне представництво в ОЗХЗ
- Відень
  - Постійне представництво в МАГАТЕ
  - Постійне представництво, Організація з безпеки і співробітництва в Європі